# جيم هانلي
جيم هانلي (بالإنجليزية: Jim Hanley)‏ هو لاعب كرة قاعدة أمريكي، ولد في 13 أكتوبر 1885 في بروفيدنس في الولايات المتحدة، وتوفي في 1 مايو 1961 في إلم هرست في الولايات المتحدة.